# 육종산란
6종산란(六種散亂)은 산란(散亂)의 마음작용의 여러 세부 구분법 가운데 하나로, 대승불교의 유식유가행파의 주요 논서인 무착의 《대승아비달마집론》과 그 주석서인 안혜의 《대승아비달마잡집론》에서 산란(散亂)을 다음의 6가지로 구분한 것을 말한다.
- 자성산란(自性散亂)
- 외산란(外散亂)
- 내산란(內散亂)
- 상산란(相散亂)
- 추중산란(麤重散亂)
- 작의산란(作意散亂)

한편, 《대승아비달마집론》과  《대승아비달마잡집론》에 따르면, 산란(散亂)은 탐(貪) · 진(瞋) · 치(癡)의 마음작용의 일부인, 심유산(心流散) 즉 마음의 흐트러짐을 본질적 성질[體]로 하고, 능히 이욕(離欲) 즉 욕계를 떠남을 장애하는 것을 본질적 작용[業]으로 하는 마음작용이다.

## 6종산란
다음 내용은 무착의 《대승아비달마집론》 제1권과  안혜의 《대승아비달마잡집론》 제1권에 나타난 6종산란(六種散亂)에 대한 설명과 운허의 《불교사전》의 설명에 따른 것이다.

### 자성산란
자성산란(自性散亂)은 5식신(五識身) 즉 안식 · 이식 · 비식 · 설식 · 신식의 전5식을 말한다. 즉, 전5식은 그 본질[自性]상 외부를 향한 것이어서 내적인 정정(靜定) 즉 고요한 선정의 공능(功能)을 가지지 않는 것을 말한다.
즉, 전5식은 그 자성(自性)이 항상 외경(外境)을 쫓는 것이므로 그 본질상 고요할 수 없다는 말한다.

### 외산란
외산란(外散亂)은 선법(善法)을 지금 닦는 중에[正修善時], 그 방편 또는 문혜(聞慧)와 수혜(修慧) 등의 선법을 버리게 되면 마음이 외부로 치산(馳散)하여  5묘욕(五妙欲) 즉 욕계의 색경 · 성경 · 향경 · 미경 · 촉경의 5경에 대한 탐욕인 5욕(五欲)에 마음이 머물게[處] 되는 것을 말한다.
즉, 수행 중에 제6의식이 5욕의 경계로 달아나서 산란되는 것을 말한다.

### 내산란
내산란(內散亂)은 선법(善法)을 지금 닦는 중에[正修善時], 혼침(惛沈) · 도거(掉擧) 또는 미착(味著)을 일으키는 것을 말한다. 선정(禪定)을 닦는 이가 이들 3가지 번뇌를 일으키게 되면 정정(靜定)이 퇴실(退失)하게 된다.
즉, 선정(禪定) 수행 중에 경계에 맛들여 집착[味著]하여 산란되는 것을 말한다.

### 상산란
상산란(相散亂)은 어떤 사람이 다른 사람으로 하여금 선정력 등의 공덕이 있다고 믿게 하여서 자신에게 귀의시키기 위하여, 선정력 등의 공덕이 없는데도 마치 있는 것처럼 그 다른 사람에게 선법(善法)을 닦는 것을 거짓되이 내보이는[矯示] 것을 말한다. 이러한 원인을 지으면 그 결과로 선법을 닦는 능력이 점점 퇴실(退失)하게 된다.
즉, 거짓으로 선법(善法)을 닦는 것이므로 마음이 고요하지 못한 것을 말한다.

### 추중산란
추중산란(麤重散亂)은 선법(善法)을 닦는 중에[修善法時] 일어나는 집수(執受) · 간잡(間雜) · 취상(取相)을 말한다.

#### 집수
집수(執受)는 선법(善法)을 닦는 중에 이미 생겨난 낙수(樂受) 등의 갖가지 수(受)에 대해 아견(我見) · 아소견(我所見) 혹은 아만(我慢) 등의 무거운 번뇌를 처음으로 일으키는 것을 말한다.

#### 간잡
간잡(間雜)은 집수(執受)가 있은 후 간간이 다시 아견(我見) · 아소견(我所見) 혹은 아만(我慢) 등의 무거운 번뇌를 일으켜서 갖가지 심상속(心相續)이 번뇌로 오염되게 하는 것을 말한다.

#### 취상
취상(取相)은 간잡(執受)이 있은 후 낙수(樂受) 등의 갖가지 수(受)에서 '다른 염오한 상[異相]'을 자주 자주 취(取)하는 것을 말한다. 그리고 그 결과 닦고 있는 선법(善法)에 대해 완전히 불청정(不清淨)하게 되는 것을 말한다.
《대승아비달마잡집론》에 따르면,
선법(善法)의 수행 중에 일어나는 수(受)에 대해 아견(我見) · 아소견(我所見) 혹은 아만(我慢) 등의 무거운 번뇌를 일으키는 상태에서는 결코 그 닦고 있는 선법(善法)에 대한 청정(清淨)의 상태, 즉 그 선법과 지극히 계합하는 상태를 이룰 수 없다.
총괄적으로 말하자면, 삿된 집착의 추중(麤重)의 번뇌로 인해, 닦고 있는 선법(善法)에 대해 청정하지 못한 것을 말한다.

### 작의산란
작의산란(作意散亂)은 다른 승[餘乘]이나 다른 선정[餘定]에 들어가서 예전에 익힌 바를 버리게 되면 이로 인해 산란이 일어난다는 것을 말한다.
특히, 불교의 수행과 선정을 버리고 외도(外道)의 수행이나 선정에 따르게 되면 도리어 산란이 일어나게 된다는 것을 말한다.

## 참고 문헌
- 무착 지음, 현장 한역, 이한정 번역 (K.572, T.1605). 《대승아비달마집론》. 한글대장경 검색시스템 - 전자불전연구소 / 동국역경원. K.572(16-157), T.1605(31-663). |title=에 외부 링크가 있음 (도움말)
- 안혜 지음, 현장 한역, 이한정 번역 (K.576, T.1605). 《대승아비달마잡집론》. 한글대장경 검색시스템 - 전자불전연구소 / 동국역경원. K.576(16-228), T.1606(31-694). |title=에 외부 링크가 있음 (도움말)
- 운허.  동국역경원 편집, 편집. 《불교 사전》. |title=에 외부 링크가 있음 (도움말)
- (중국어) 무착 조, 현장 한역 (T.1605). 《대승아비달마집론(大乘阿毘達磨集論)》. 대정신수대장경. T31, No. 1605, CBETA. |title=에 외부 링크가 있음 (도움말)
- (중국어) 佛門網. 《佛學辭典(불학사전)》. |title=에 외부 링크가 있음 (도움말)
- (중국어) 星雲. 《佛光大辭典(불광대사전)》 3판. |title=에 외부 링크가 있음 (도움말)
- (중국어) 안혜 조, 현장 한역 (T.1606). 《대승아비달마잡집론(大乘阿毘達磨雜集論)》. 대정신수대장경. T31, No. 1606, CBETA. |title=에 외부 링크가 있음 (도움말)